# Gladsax
För andra betydelser, se Gladsax (olika betydelser).
Gladsax (glänsande häll, latin; saxum) är en småort och kyrkbyn i Gladsax socken i Simrishamns kommun på Österlen belägen ungefär fem kilometer från centrala Simrishamn.

## Historia
Gladsax har varit en betydande ort. Gladsax län var mellan 1300 och 1600-talet ett av Skånes huvudlän och det styrdes från den kungliga länsborgen Gladsaxehus.
I Gladsax fanns under medeltiden ett gods, Gladsax gods, vars mest kända ägare var Ide Pedersdatter Falk. Hon skänkte bl.a. altarskåpet till Lunds domkyrka och hade i sitt testamente för avsikt att ett nunnekloster skulle byggas i Gladsax. Hennes vänner, drottning Margareta och biskop Peder, uppfyllde dock inte denna önskan tillfullo. Gladsax blev efter Ides död omgjort till kungligt län, och Margrete och Peder beslutade att istället anlägga ett dominikankloster vid Gavnö på Själland, eftersom de menade att Gladsax skulle vara ett för utsatt ställe för nunnor.
Under förra hälften av 1600-talet levde i Gladsax en präst vid namn Niels Madtzön. Han var född i Löderup år 1584 och kallades ibland med hembyns namn. När han 1614 utnämndes till kyrkoherde i Gladsax och Östra Tommarp, var han informator hos länsherren på Gladsax slott, Andreas Sinclair. Cavallin omtalar, att Niels Madtzön var en nitisk herde, med vilken biskopen synnerligen var belåten.
Han berömdes vid en visitation av denne såsom from, anspråkslös och gästvänlig man. Hans hustru Mette Larsdotter prisas som förståndig och officiösa, det vill säga tjänsteaktig. Biskopen stannade vid ett tillfälle två dagar i deras hem, varvid han blev både "gladeligen och rikligen undfägnad". Vidare omtalar Cavallin att det efter Niels Madtzön fanns olika anteckningar, "vittnande om ordningssinne..." Niles Madtzön dog 77 år gammal år 1655 och begravdes i Gladsax kyrka.

### Stenstuan
På en kulle i ett odlingslandskap som en gång var våtmark ligger denna megalitgrav, en gånggrift från stenåldern. Stenstuan anlades ca 3700 f.Kr och har använts som grav under flera generationer. Hällristningarna på det stora stenblocket har till merparten tillkommit under bronsåldern, men en del forskare tror att flera av skålgroparna har funnits där sen stenåldern. Det finns ett fåtal motiv såsom hjulkors, yxor, en cirkel och skepp med lurblåsare i fören. Bronslurar användes troligen vid olika ceremonier och har återfunnits på flera platser i Skandinavien. Det gjordes en arkeologisk utgrävning av Stenstuan 1978 och man gjorde då fynd av knackstenar som kan ha använts för att skapa ristningarna på stenen.

### Gladsax skola
Gladsax skola var en kommunal folkskola fram till sommaren 2003 då den blev nedlagd. Den nuvarande byggnaden byggdes 1927, innan dess fanns Gladsax skola i ett annat hus. Vintern 2003–2004 blev skolan ett skoldaghem för barn med inlärningssvårigheter.

### Befolkningsutveckling
| Befolkningsutvecklingen i Gladsax 1960–2015 | Befolkningsutvecklingen i Gladsax 1960–2015 | Befolkningsutvecklingen i Gladsax 1960–2015 | Befolkningsutvecklingen i Gladsax 1960–2015 | Befolkningsutvecklingen i Gladsax 1960–2015 |
| ------------------------------------------- | ------------------------------------------- | ------------------------------------------- | ------------------------------------------- | ------------------------------------------- |
|                                             |                                             |                                             |                                             |                                             |
| År                                          |                                             |                                             | Folkmängd                                   | Areal (ha)                                  |
| 1960                                        | 1960                                        |                                             | 205                                         |                                             |
| 1965                                        | 1965                                        |                                             | 204                                         |                                             |
| 1990                                        | 1990                                        |                                             | 119                                         | 15#                                         |
| 1995                                        | 1995                                        |                                             | 140                                         | 22#                                         |
| 2000                                        | 2000                                        |                                             | 127                                         | 22#                                         |
| 2005                                        | 2005                                        |                                             | 128                                         | 22#                                         |
| 2010                                        | 2010                                        |                                             | 143                                         | 23#                                         |
| 2015                                        | 2015                                        |                                             | 150                                         | 36#                                         |
| Anm.: Ej tätort 1970. # Som småort.         |                                             |                                             |                                             |                                             |

## Samhället
Byn är kulturminnesskyddad.  I Gladsax finns Gladsax kyrka, Gladsax skola, ett medborgarhus, en antikvitetshandel och en fotbollsplan samt ruinen av Gladsax hus. Gatorna i Gladsax saknade namn fram till 2002 då de döptes till Axel Anders väg, Juliebergsvägen och Gladsax bygata.
I Gladsax finns det dessutom en idrottsplats som står öde.

## Personer från orten
En av byns kända invånare är förra vänsterpartiledaren Gudrun Schyman som är bosatt i Gladsax sedan 1999. Den beryktade brottslingen och lumpsamlaren Johan Petter Holmström (1820-1900), mera känd som "Svarte Petter", levde och var verksam i Gladsax under senare delen av 1800-talet. Han blev ofta frihetsberövad och var vid sin tid vida omskriven i den svenska pressen.

## Se även

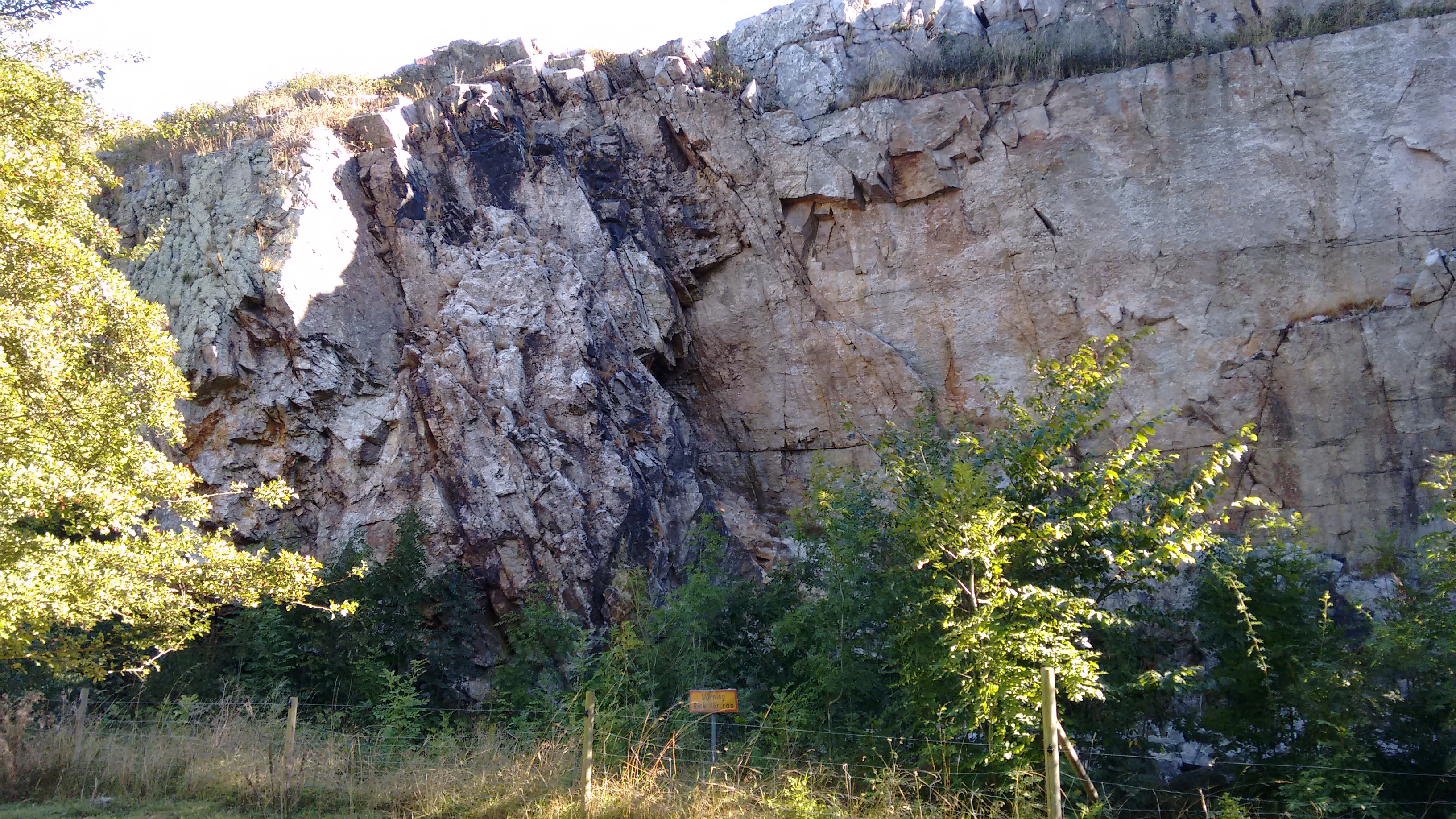
Den gamla fluoritgruvan i Gladsax.